# Manoł Genow
Manoł Trifonow Genow, bułg. Манол Трифонов Генов (ur. 14 czerwca 1960 w Asenowgradzie) – bułgarski polityk i samorządowiec, deputowany, od 2025 minister ochrony środowiska i zasobów wodnych.

## Życiorys
Absolwent filologii rosyjskiej na Uniwersytecie Płowdiwskim im. Paisjusza Chilendarskiego. Uzyskał też magisterium z zarządzania przedsiębiorstwem na uczelni Stopanska akademija „Dimityr A. Cenow” w Swisztowie. Pracował w płowdiwskich wodociągach jako kontroler i menedżer. Zaangażował się w działalność polityczną w ramach Bułgarskiej Partii Socjalistycznej, stanął na czele struktur partii w Płowdiwie, a także wszedł w skład jej biura wykonawczego. Był radnym miejskim i zastępcą burmistrza w Asenowgradzie.
Między październikiem 2014 a czerwcem 2024 sprawował mandat posła do Zgromadzenia Narodowego 43., 44., 45., 46., 47., 48. i 49. kadencji. Powrócił do bułgarskiego parlamentu w wyniku wyborów października 2024.
W styczniu 2025 objął stanowisko ministra ochrony środowiska i zasobów wodnych w rządzie Rosena Żelazkowa.